# Rivière Archambault
Pour les articles homonymes, voir Archambault (homonymie).
La rivière Archambault est un affluent de la rive nord de la rivière Le Boulé, coulant dans les municipalités de Val-des-Lacs et de Lac-Supérieur, dans la municipalité régionale de comté (MRC) Les Laurentides, dans la région administrative des Laurentides, au Québec, au Canada.
Ce cours d’eau coule entièrement en zone forestière, sauf la zone de villégiature sur le premier 1,4 km depuis sa source et près de sa confluence.
La surface de la rivière Archambault est généralement gelée de la mi-décembre jusqu’en fin mars. Historiquement, la foresterie et la villégiature ont été les activités dominantes de ce bassin versant. Cette petite vallée est desservie par le chemin du lac-Quenouille qui longe la rivière Archambault par le côté nord ; ce chemin passe sur les rives Est et Sud du lac aux Quenouilles.

## Géographie
La rivière Archambault prend sa source à l’embouchure du lac aux Quenouilles (longueur : 4,3 km ; altitude : 398 m) où la villégiature est développée. Ce lac chevauche les municipalités de Val-des-Lacs et Lac-Supérieur. Il comporte plusieurs baies dont la baie du P’tit Bonheur, l’anse Gray, la baie Desjardins, la baie Creuse et la baie située à l’embouchure. Ces baies sont séparés par des pointes s’avançant dans le lac dont la Pointe à Bradley (située sur la rive est) et la Pointe à Lauzé (située sur la rive nord-ouest, démarquant la baie Creuse).
L’embouchure du lac aux Quenouilles est située à 35,6 km au nord-est du centre-ville de Saint-Sauveur-des-Monts, à 5,8 km au nord-est de la confluence de la rivière Archambault et à 15,7 km à l'est du centre-ville de Mont-Tremblant.
À partir de l’embouchure du lac aux Quenouilles, la rivière Archambault coule sur 9,2 km, selon les segments suivants :
- 2,2 km vers le nord-ouest, jusqu’à la confluence de la rivière Bride ;
- 3,6 km vers l'ouest, jusqu’à la limite de la municipalité de Lac-Supérieur ;
- 0,8 km vers l'ouest, jusqu’à la décharge du lac du Cordon (venant du nord) ;
- 2,6 km vers l'ouest, en traversant la Chute Archambault, jusqu’à la confluence de la rivière[2].

La rivière Archambault se déverse dans un coude de rivière sur la rive est de la rivière Le Boulé. Cette confluence est localisée du côté sud du Pont Le Boulé et du côté sud du lac de l’Abbé-Dubé. Plus spécifiquement, cette confluence est située à :
- 4,8 km à l'est de la confluence de la rivière Le Boulé ;
- 2,3 km au sud-est du lac Supérieur ;
- 13,1 km au nord-est du centre-ville de Saint-Jovite.

## Toponymie
Le toponyme rivière Archambault a été officialisé le 5 décembre 1968 à la Commission de toponymie du Québec.